# Opogona sublucida
Opogona sublucida är en fjärilsart som beskrevs av Edward Meyrick 1932. Opogona sublucida ingår i släktet Opogona och familjen äkta malar. Inga underarter finns listade i Catalogue of Life.